# Andreas Palicka

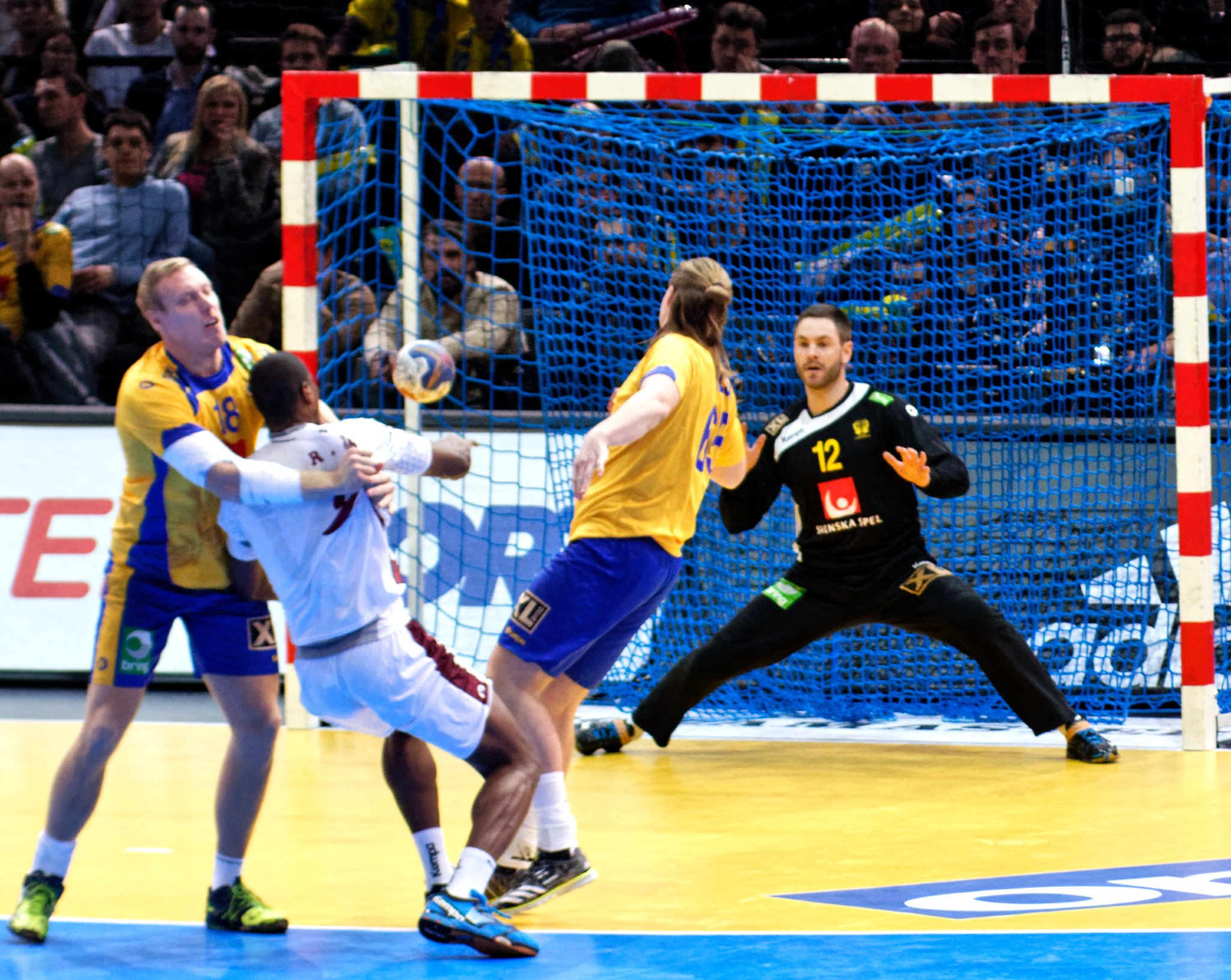
Palicka avec la Suède lors du Mondial 2017 face au Qatar.

Andreas Miroslav Palicka, né le 10 juillet 1986 à Lund, est un handballeur suédois. Il joue au poste de gardien de but dans le club français du Paris Saint-Germain et en équipe nationale de Suède.

## Biographie
Le 16 août 2021, le Paris Saint-Germain annonce la signature d'Andreas Palicka pour un contrat de deux ans à compter de juillet 2022, contrat qu'il prolonge jusqu'au 30 juin 2025. 

## Palmarès

### En club
Compétitions nationales
- Championnat d'Allemagne
  - Vainqueur (7) : 2009, 2010, 2012, 2013, 2014, 2015, 2017
  - Deuxième : 2011, 2018
- Coupe d'Allemagne
  - Vainqueur (5) : 2009, 2011, 2012, 2013, 2018
  - Finaliste (3) : 2010, 2011, 2014
- Supercoupe d'Allemagne
  - Vainqueur (6) : 2008, 2011, 2012, 2014, 2016 ,2017 ,2018
- Championnat de France
  - Vainqueur (3) : 2023, 2024 et 2025
- Coupe de France
  - Finaliste (1) : 2024
- Trophée des champions
  - Vainqueur (1) : 2023
  - Finaliste (1) : 2024

Compétitions internationales
- Ligue des champions
  - Vainqueur (2) : 2010, 2012
  - Finaliste (1) : 2009
- Coupe du monde des clubs
  - Vainqueur (1) : 2011
  - Finaliste (1) : 2012

### En équipe nationale
Ses résultats en équipe nationale sont :
Championnat du monde
- 7e place au Championnat du monde 2009,  Croatie
- 6e du Championnat du monde 2017
- Médaille d'argent au Championnat du monde 2021
- 4e place au championnat du monde 2023

Championnat d'Europe
- 12e place au Championnat d'Europe 2012,  Serbie
- Médaille d'argent au Championnat d'Europe 2018,  Croatie
- Médaille d'or au Championnat d'Europe 2022,  Hongrie et  Slovaquie
- Médaille de Bronze au Championnat d'Europe 2024,  Allemagne

Jeux olympiques
- 5e place au Jeux olympiques de 2020
- 7e place au Jeux olympiques de 2024

Autres
- Médaille d'or au Championnat du monde junior en 2007,  Macédoine

### Distinctions individuelles
- élu meilleur gardien du Championnat du monde junior en 2007
- élu  meilleur handballeur en Suède pour la saison 2019/2020
- élu meilleur gardien du Championnat du monde 2021